# باوكي (باتشة لك الشرقي)
باوكي (بالفارسية: باوکی) هي قرية تقع في إيران في قسم باتشة لك الشرقي الریفي. يقدر عدد سكانها بـ 237 نسمة بحسب إحصاء 2016.